# Stamatīs Nikolopoulos
Stamatios Nikolopoulos (in greco Σταμάτιος Νικολόπουλος?; fl. XIX secolo) è stato un pistard greco.
Partecipò alle gare di ciclismo delle prime Olimpiadi moderne che si svolsero ad Atene nel 1896, vincendo due medaglie d'argento, nella 2000 metri, in 5'00"2, dietro solo a Paul Masson, e nella cronometro, sempre dietro al francese, con un tempo di 24"0.